# Marta Canales
Marta Canales Pizarro (17 juillet 1893 — 6 décembre 1986) est une violoniste, chef de chœur et compositrice chilienne.

## Biographie
Marta Canales nait le 17 juillet 1893 à Santiago. Elle fait ses débuts de violoniste à onze ans en jouant le Concerto de Mendelssohn.
Elle fonde un ensemble de musique de chambre avec ses frères qui existe de 1916 à 1920.
Après la fin de sa carrière d'interprète elle étudie la composition avec Luigi Stefano Giarda (es) puis travaille comme compositrice et chef de chœur.
Elle meurt le 6 décembre 1986 à Santiago à l'âge de 93 ans,.

## Œuvres
- Marta y María, oratorio pour solistes, chœur, orgue et orchestre à cordes (1929)
- Misa de Eucaristía pour quatre voix mixtes, chœur et orchestre à cordes (1930)
- Misa de Navidad pour chœur mixte à quatre voix et orchestre (1930)
- Misa en estilo gregoriano pour voix et orgue (1933)
- Madrigales Teresianos, recueil de douze chorals pour quatre voix mixtes sur un poème de sainte Thérèse de Jésus (1933)
- Himnos y cantos sacros en estilo gregoriano pour voix et orgue (1936-1940)
- Elevación, poème pour orgue, harpe et orchestre à cordes
- Cuatro canciones de cuna pour chœurs à quatre voix
- Dos canciones pour quatre voix égales
- Cantares Chilenos, recueil de dix airs, chœurs harmonisés à voix égales, tirés du folklore (1946)
- Villancicos, recueil de cinquante chants traditionnels de Noël issus du folklore ou de la tradition de différentes nations avec des chœurs harmonisés à quatre voix égales (1946)[5]